# Sulyok István (püspök)

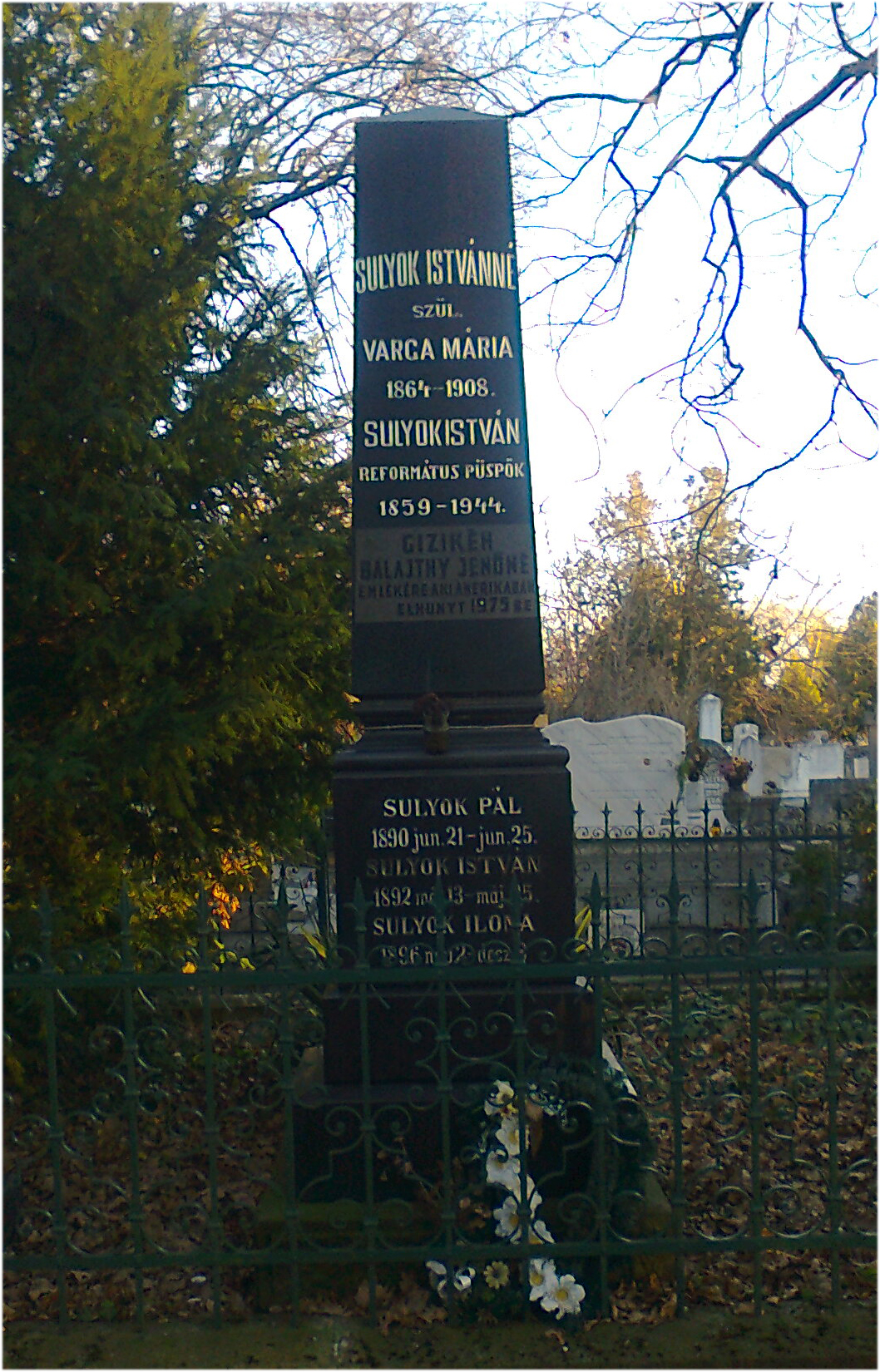
Sírja a Rulikowski temetőben

Sulyok István (Komádi, 1859. december 15. – Budapest, 1944. október 20.) magyar református lelkész, püspök, egyházi író.

## Életútja
A debreceni Református Kollégiumban tanult, ugyanitt a Teológiai Fakultáson szerzett diplomát. Néhány évig a debreceni kollégium segédtanára volt (közben tanulmányait Angliában és Németországban egészítette ki), majd lelkész Szegeden (1886–1889), Nagyszalontán, Nagyváradon, 1903–25 között a Bihari Egyházmegye esperese. Háromszor választották meg a Trianon után alakult Királyhágómelléki református egyházkerület püspökének (1921, 1926, 1939), a román hatóságok azonban egyszer sem járultak hozzá beiktatásához. Az OMP Intézőbizottságának és a Bihari Múzeum Egyletnek volt tagja.
Cikkei, beszédei, prédikációi a Debreceni Protestáns Lapban, a Szegedi Híradóban, az Egyházi és Iskolai Szemlében, a Református Szemlében, a nagyváradi Szabadságban és a Reformátusok Lapjában jelentek meg.